# ニュースてれまさ845
ニュースてれまさ845（ニュースてれまさはちよんご）は、NHK仙台放送局で平日夜に放送される『NHKニュース』の宮城ローカルニュース番組である。
2018年3月までのタイトルは『NHKニュースみやぎ845』（2010年3月までのオープニングは『NHKニュースみやぎ845』と表示されていたが、2010年4月からのオープニングは『NHKニュース845』と表示されている。番組表ではニュースみやぎ845）
2018年4月からは当タイトルで放送されている。（但し、2020年3月までオープニングタイトルは『NHKニュース845』のままであった）

## 放送時間
- 月曜日 - 金曜日　20:45 - 21:00（JST）
  - 祝日・年末年始は休止し、20:55 - 21:00に東北6県向けの「ニュース・気象情報」を放送する（12月31日を除く）。
  - 2017年度まで祝日は「ニュース845」として東北6県へブロックネットしていた。2013年度まで20:55 - 21:00は各県別であったが、2014年度から全編東北ブロックに変更され、各県別の放送は廃止された。[2]
  - 大型連休・お盆期間などは、20:45 - 21:00に「東北地方のニュース・気象情報」を放送。

## キャスター
- 主にNHK仙台放送局のアナウンサーが交替で担当。